# Giuseppe Boaro
Giuseppe Boaro (Ivrea, 1853 – Ivrea, 1939) è stato un regista italiano.

## Biografia
Giuseppe Boaro, “meccanico” del gabinetto di fisica del Liceo Carlo Botta di Ivrea, nel 1897 acquistò un apparecchio Lumière e avviò l’attività di spettacoli itineranti, alternando brevi proiezioni ad esperimenti di fisica. Insieme ad Italo Pacchioni, il 4 luglio 1898 Boaro offrì una “dimostrazione di fisica, meccanica, raggi X, microscopia e cinematografia” ai duchi di Genova, presso il teatro del Castello di Agliè. Poco tempo dopo, nel 1905, sono attestate le prime proiezioni ad Ivrea, presso il Teatro Giacosa. Nel primo decennio del secolo, Boaro si dedicò ad un negozio di articoli sportivi e da caccia e ad un laboratorio pirotecnico. In uno scoppio del deposito di polveri perse la vita il figlio Giovanni. Forse proprio questa tragedia lo convinse a ritornare al cinema, inaugurando il 24-25 ottobre 1910 la sala “Splendor”, in via Palestro, nei locali prima destinati all’attività commerciale. 